# Álgebra lineal

El espacio euclídeo tridimensional R^{3} es un espacio vectorial y las líneas y los planos que pasan por el origen son subespacios vectoriales de R^{3}.

El álgebra lineal es una rama de las matemáticas que estudia conceptos tales como vectores, matrices, espacio dual, sistemas de ecuaciones lineales y en su enfoque de manera más formal, espacios vectoriales y sus transformaciones lineales.
Dicho de otra forma, el Álgebra lineal es la rama de las matemáticas que se ocupa de las ecuaciones lineales como: 
{\displaystyle a_{1}x_{1}+\cdots +a_{n}x_{n}=b,}
y  aplicaciones lineales tales como:
{\displaystyle (x_{1},\ldots ,x_{n})\mapsto a_{1}x_{1}+\cdots +a_{n}x_{n},}
y sus representaciones en  espacios vectoriales y a través de matrices.
El álgebra lineal es fundamental en casi todas las áreas de las matemáticas. Por ejemplo, el álgebra lineal es fundamental en las presentaciones modernas de la geometría, incluso para definir objetos básicos como líneas, planos y rotaciones. Además, el análisis funcional, una rama del análisis matemático, puede considerarse básicamente como la aplicación del álgebra lineal al espacios de funciones.
El álgebra lineal también se utiliza en la mayoría de las ciencias y campos de la ingeniería, porque permite modelar muchos fenómenos naturales, y computar eficientemente con dichos modelos. Para los  sistemas no lineales, que no pueden ser modelados con el álgebra lineal, se utiliza a menudo para tratar las aproximaciones de primer orden, utilizando el hecho de que la diferencial de una 'función multivariante' en un punto es el mapa lineal que mejor aproxima la función cerca de ese punto así como el análisis funcional, las ecuaciones diferenciales, la investigación de operaciones, las gráficas por computadora, la ingeniería entre otras más.
La historia del álgebra lineal moderna se remonta a 1843, cuando William Rowan Hamilton (de quien proviene el uso del término vector) creó los cuaterniones inspirado en los números complejos; y a 1844, cuando Hermann Grassmann publicó su libro Die lineare Ausdehnungslehre (La teoría lineal de extensión).

## Historia
El procedimiento para resolver ecuaciones lineales simultáneas que ahora se denomina eliminación gaussiana aparece en el antiguo texto matemático chino Cálculo de barras#Sistema de ecuaciones lineales; Capítulo octavo: Matrices rectangulares de Los nueve capítulos sobre el arte matemático. Su uso se ilustra en dieciocho problemas, con dos a cinco ecuaciones.
Los Sistemas de ecuaciones lineales surgieron en Europa con la introducción en 1637 por René Descartes de las coordenadas en la geometría. De hecho, en esta nueva geometría, ahora llamada geometría cartesiana, las líneas y los planos están representados por ecuaciones lineales, y calcular sus intersecciones equivale a resolver sistemas de ecuaciones lineales.
Los primeros métodos sistemáticos para resolver sistemas lineales utilizaban  determinantes, considerados por primera vez por Leibniz en 1693. En 1750, Gabriel Cramer los utilizó para dar soluciones explícitas de sistemas lineales, lo que ahora se llama regla de Cramer. Más tarde, Gauss describió aún más el método de eliminación, que inicialmente fue catalogado como un avance en geodesia.
En 1844 Hermann Grassmann publicó su "Teoría de la Extensión" que incluía nuevos temas fundacionales de lo que hoy se llama álgebra lineal. En 1848, James Joseph Sylvester introdujo el término matriz, que en latín significa vientre.
El álgebra lineal creció con las ideas anotadas en el plano complejo. Por ejemplo, dos números w y z en ℂ tienen una diferencia w - z, y los segmentos de línea {\displaystyle {\overline {wz}}} y {\displaystyle {\overline {0(w-z)}}} tienen la misma longitud y dirección. Los segmentos son equipolentes. El sistema cuatridimensional ℍ de cuaterniones se inició en 1843. El término vector fue introducido como v = x i + y j + z k representando un punto en el espacio. La diferencia de cuaterniones p - q también produce un segmento equipolente a la {\displaystyle {\overline {pq}}.}  
Otros sistemas de números hipercomplejos también utilizaron la idea de un espacio lineal con una base.
Arthur Cayley introdujo la multiplicación matricial y la matriz inversa en 1856, haciendo posible el grupo lineal general. El mecanismo de representación de grupo se hizo disponible para describir los números complejos e hipercomplejos. Fundamentalmente, Cayley utilizó una sola letra para denotar una matriz, tratando así una matriz como un objeto agregado. También se dio cuenta de la conexión entre las matrices y los determinantes, y escribió "Habría muchas cosas que decir sobre esta teoría de las matrices que deberían, me parece, preceder a la teoría de los determinantes".
Benjamin Peirce publicó su Álgebra lineal asociativa (1872), y su hijo Charles Sanders Peirce amplió el trabajo posteriormente.
El telégrafo requería un sistema explicativo, y la publicación en 1873 de A Treatise on Electricity and Magnetism instituyó una teoría de campos de fuerzas y requirió la geometría diferencial para su expresión. El álgebra lineal es geometría diferencial plana y sirve en los espacios tangentes a los colectores. Las simetrías electromagnéticas del espaciotiempo se expresan mediante las transformaciones de Lorentzs, y gran parte de la historia del álgebra lineal es la historia de las transformaciones de Lorentz.
La primera definición moderna y más precisa de un espacio vectorial fue introducida por Peano en 1888; en 1900 había surgido una teoría de las transformaciones lineales de los espacios vectoriales de dimensión finita. El álgebra lineal tomó su forma moderna en la primera mitad del siglo XX, cuando muchas ideas y métodos de siglos anteriores se generalizaron como álgebra abstracta. El desarrollo de los ordenadores hizo que aumentara la investigación de algoritmos eficientes para la eliminación gaussiana y las descomposiciones matriciales, y el álgebra lineal se convirtió en una herramienta esencial para la modelización y las simulaciones.

## Contexto general
De manera más formal, el álgebra lineal estudia conjuntos denominados espacios vectoriales, los cuales constan de un conjunto de vectores y un conjunto de escalares que tiene estructura de campo, con una operación de suma de vectores y otra de producto entre escalares y vectores que satisfacen ciertas propiedades (por ejemplo, que la suma es conmutativa).
Estudia también transformaciones lineales, que son funciones entre espacios vectoriales que satisfacen las condiciones de linealidad:

{\displaystyle T(u+v)=T(u)+T(v),\qquad T(r\cdot u)=r\cdot T(u).}

A diferencia del ejemplo desarrollado en la sección anterior, los vectores no necesariamente son n-adas de escalares, sino que pueden ser elementos de un conjunto cualquiera (de hecho, a partir de todo conjunto puede construirse un espacio vectorial sobre un campo fijo).
Finalmente, el álgebra lineal estudia también las propiedades que aparecen cuando se impone estructura adicional sobre los espacios vectoriales, siendo una de las más frecuentes la existencia de un producto interno (una especie de producto entre dos vectores) que permite introducir nociones como longitud de vectores y ángulo entre un par de los mismos.

## Espacios vectoriales

### Antecedentes
Hasta el siglo XIX, el álgebra lineal se presentaba a través de sistemas de ecuaciones lineales y  matrices. En la matemática moderna, se prefiere generalmente la presentación a través de espacios vectoriales, ya que es más sintética, más general (no se limita al caso de dimensión finita) y conceptualmente más sencilla, aunque más abstracta.

### Algunas operaciones básicas
Un espacio vectorial sobre un campo F, con frecuencia el campo de los  números reales, es un Conjunto V dotado de dos  operaciones binarias que satisfacen los siguientes axiomas. Los  elementos de V se llaman vectores, y los elementos de F se llaman escalares. 
La primera operación, la suma de vectores, se expresa de la siguiente manera: tómese dos vectores cualesquiera v y w; la suma tiene como resultado un tercer vector v + w. 
La segunda operación, multiplicación escalar, se expresa de la siguiente manera: tómese cualquier escalar a y cualquier vector v y produce un nuevo vector av. Los axiomas que deben satisfacer la suma y la multiplicación escalar son los siguientes, siendo en la lista siguiente, u, v y w elementos arbitrarios de V; y a y b son escalares arbitrarios en el campo F.
| Axioma                                                                        | Significación |
| Asociativa de adición                                                         | u + (v + w) = (u + v) + w |
| Conmutativa de adición                                                        | u + v = v + u |
| Elemento neutro de adición                                                    | Existe un elemento 0 en V, llamado el vector cero, o simplemente cero, tal que v + 0 = v se cumple para todo v del conjunto V. |
| Elemento simétrico de adición                                                 | Para todo v en V, existe un elemento −v in V, llamado el aditivo inverso de v, tal que v + (−v) = 0                            |
| Distributividad de la multiplicación escalar con respecto a la suma vectorial | a(u + v) = au + av |
| Distributividad de la multiplicación escalar con respecto a la suma de campos | (a + b)v = av + bv |
| Compatibilidad de la multiplicación escalar con la multiplicación de campos   | a(bv) = (ab)v |
| Elemento de identidad de la multiplicación escalar                            | 1v = v, donde 1 indica el elemento neutro de F.                                                                                |

### Aplicaciones lineales
Las  aplicaciones lineales son  mapeos entre espacios vectoriales que preservan la estructura del espacio vectorial. Dados dos espacios vectoriales V y W sobre un campo F, un mapa lineal, también llamado en algunos contextos, transformación lineal o mapeo lineal, es un mapa o aplicación
{\displaystyle T:V\to W}
que es compatible con la suma y la multiplicación escalar, es decir
{\displaystyle T(\mathbf {u} +\mathbf {v} )=T(\mathbf {u} )+T(\mathbf {v} ),\quad T(a\mathbf {v} )=aT(\mathbf {v} )}
para los vectores u,v in V y escalares a en F.
Esto implica que para cualquier vector u, v en V y escalares a, b en F, se tiene
{\displaystyle T(a\mathbf {u} +b\mathbf {v} )=T(a\mathbf {u} )+T(b\mathbf {v} )=aT(\mathbf {u} )+bT(\mathbf {v} )}
Donde V = W son el mismo espacio vectorial, un mapa lineal {\displaystyle T:V\to V} también se conoce como un operador lineal en V.
Un mapa lineal biyectivo  entre dos espacios vectoriales, es decir, cada vector del segundo espacio se asocia exactamente con uno en el primero, es un isomorfismo. Dado que un isomorfismo preserva la estructura lineal, dos espacios vectoriales isomorfos son "esencialmente iguales" desde el punto de vista del álgebra lineal, en el sentido de que no pueden distinguirse utilizando las propiedades del espacio vectorial. Una cuestión esencial en el álgebra lineal es probar si un mapa lineal es un isomorfismo o no, y, si no es un isomorfismo, encontrar su  rango (o imagen) y el conjunto de elementos que son mapeados al vector cero, llamado el  núcleo del mapa. Todas estas cuestiones pueden resolverse mediante el uso de la eliminación gaussiana o alguna variante de este algoritmo.

### Subespacios, intervalo y base
El estudio de aquellos subconjuntos de espacios vectoriales que son en sí mismos espacios vectoriales bajo las operaciones inducidas es fundamental, al igual que para muchas estructuras matemáticas. Estos subconjuntos se denominan  subespacios lineales. Más precisamente, un subespacio lineal de un espacio vectorial V sobre un campo F es un subconjunto de W of V tal que u + v y au están en W, para todo u, v en W, y todo a in F. Estas condiciones son suficientes para implicar que W es un espacio vectorial.
Por ejemplo, dado un campo lineal {\displaystyle T:V\to W}, la  imagen T(V) de V, y la  imagen inversa T−1(0) de 0, llamada  núcleo o kernel, son subespacios lineales de W y V, respectivamente.
Otra forma importante de formar un subespacio es considerar las combinaciones lineales de un conjunto S de vectores: el conjunto de todas las sumas
{\displaystyle a_{1}\mathbf {v} _{1}+a_{2}\mathbf {v} _{2}+\cdots +a_{k}\mathbf {v} _{k},}
donde v1, v2, …, vk están en S, y a1, a2, ..., ak están en F forman un subespacio lineal llamado Sistema generador de S. El sistema generador de S es también la intersección de todos los subespacios lineales que contienen a S. En otras palabras, es el subespacio lineal, más pequeño para la relación de inclusión, que contiene a S.
Un conjunto de vectores es  linealmente independiente si ninguno está en el intervalo de los demás. De manera equivalente, un conjunto S de vectores es linealmente independiente si la única forma de expresar el vector cero como una combinación lineal de elementos de S es tomar cero para cada coeficiente {\displaystyle a_{i}.}
Un conjunto de vectores que abarca un espacio vectorial se denomina conjunto de expansión o sistema generador. Si un conjunto generador S es linealmente dependiente (que no es linealmente independiente), entonces algún elemento w de S es en el lapso de los otros elementos de S , y el lapso seguiría siendo el mismo si uno remove w de S. Se puede continuar eliminando elementos de S hasta obtener un conjunto de expansión linealmente independiente. Un conjunto linealmente independiente que abarca un espacio vectorial V se llama base de V. La importancia de las bases radica en el hecho de que hay juntos grupos electrógenos mínimos y grupos independientes máximos. Más precisamente, si S es un conjunto linealmente independiente y T es un conjunto de expansión tal que {\displaystyle S\subseteq T,}, entonces hay una base B tal que {\displaystyle S\subseteq B\subseteq T.}
Si dos bases cualesquiera de un espacio vectorial V tienen la misma cardinalidad que se llama  dimensión; este es el Teorema de la dimensión de espacios vectoriales. Además, dos espacios vectoriales sobre el mismo campo F son  isomorfos si y solo si tienen la misma dimensión.
Si alguna base de V (y por lo tanto cada base) tiene un número finito de elementos, V es un espacio vectorial de dimensión finita. Si U es un subespacio de V, entonces dim U ≤ dim V. En el caso en el que V es de dimensión finita, la igualdad de las dimensiones implica que U = V.
Si U1 y U2 son subespacios de V , entonces
{\displaystyle \dim(U_{1}+U_{2})=\dim U_{1}+\dim U_{2}-\dim(U_{1}\cap U_{2}),}
donde {\displaystyle U_{1}+U_{2}} denota el lapso de {\displaystyle U_{1}\cup U_{2}.}

## Matrices
La matriz es una disposición rectangular de números, símbolos o expresiones, cuyas dimensiones son descritas en las cantidades de filas (usualmente m) por las de columnas (n) que poseen. Las  disposiciones matriciales son particularmente estudiados por el álgebra lineal y son bastante usados en ciencias e ingeniería.
Las matrices permiten la manipulación explícita de espacios vectoriales de dimensión finita y mapas lineales . Por tanto, su teoría es una parte esencial del álgebra lineal.
Sea V un espacio vectorial de dimensión finita sobre un campo F, y (v1, v2, …, vm) es una base de V, por lo tanto m es la dimensión de V). Por definición, de una base, el mapa
{\displaystyle {\begin{aligned}(a_{1},\ldots ,a_{m})&\mapsto a_{1}\mathbf {v} _{1}+\cdots a_{m}\mathbf {v} _{m}\\F^{m}&\to V\end{aligned}}}
es una  biyección de {\displaystyle F^{m},} el conjunto de las  secuencias de m elementos de V , sobre la V. Este es un isomorfismo de espacios vectoriales, si {\displaystyle F^{m}} está equipado con su estructura estándar de espacio vectorial, donde la suma de vectores y la multiplicación escalar se realizan componente por componente.
Este isomorfismo permite representar un vector por su imagen inversa bajo este isomorfismo, es decir por las componentes de un vector de coordenadas {\ Displaystyle (a_ {1}, \ ldots, a_ {m})}{\ Displaystyle (a_ {1}, \ ldots, a_ {m})}o por la matriz de columnas {\displaystyle (a_{1},\ldots ,a_{m})} o mediante la  matriz vertical
{\displaystyle {\begin{bmatrix}a_{1}\\\vdots \\a_{m}\end{bmatrix}}.}
Si W es otro espacio vectorial de dimensión finita (posiblemente el mismo), con una base {\displaystyle (\mathbf {w} _{1},\ldots ,\mathbf {w} _{n}),}, un mapa lineal f de W a V está bien definido por sus valores en los elementos base, es decir {\ Displaystyle (f (\ mathbf {w} _ {1}), \ ldots, f (\ mathbf {w} _ {n})).}{\ Displaystyle (f (\ mathbf {w} _ {1}), \ ldots, f (\ mathbf {w} _ {n})).}Por tanto, f está bien representada por la lista de las matrices de columna correspondientes. Es decir, si
{\displaystyle f(w_{j})=a_{1,j}v_{1}+\cdots +a_{m,j}v_{m},}
con j = 1, ..., n, entonces f viene representada por una matriz:
{\displaystyle {\begin{bmatrix}a_{1,1}&\cdots &a_{1,n}\\\vdots &\ddots &\vdots \\a_{m,1}&\cdots &a_{m,n}\end{bmatrix}},}
con m filas y n columnas.
La multiplicación de matrices se define de forma que el producto de dos matrices es la matriz de la composición de los mapas lineales correspondientes, y el producto de una matriz y una matriz columna es la matriz columna que representa el resultado de aplicar el mapa lineal representado al vector representado. Se deduce que la teoría de los espacios vectoriales de dimensión finita y la teoría de las matrices son dos lenguajes diferentes para expresar exactamente los mismos conceptos.
Dos matrices que codifican la misma transformación lineal en bases diferentes se llaman  matrices similares. Se puede demostrar que dos matrices son similares si y solo si se puede transformar una en la otra mediante operaciones elementales de filas y columnas. Para una matriz que representa un mapa lineal de W a V, las operaciones de fila corresponden a cambio de bases en V y las operaciones de columna corresponden a cambio de bases en W. Toda matriz es similar a una matriz identidad  bordeada por filas y columnas nulas. En términos de espacios vectoriales, esto significa que, para cualquier mapa lineal de W a V, hay bases tales que una parte de la base de W se mapea biyectivamente en una parte de la base de V, y que los elementos restantes de la base de W, si los hay, se mapean a cero. La eliminación gaussiana es el algoritmo básico para encontrar estas operaciones elementales y demostrar estos resultados.

## Sistemas lineales
Un conjunto finito de ecuaciones lineales en un conjunto finito de variables, por ejemplo {\displaystyle x_{1},x_{2},\ldots ,x_{n}} or {\displaystyle x,y,\ldots ,z}  se llama sistema de ecuaciones lineales o sistema lineal .
Los sistemas de ecuaciones lineales constituyen una parte fundamental del álgebra lineal. Históricamente, el álgebra lineal y la teoría de matrices se han desarrollado para resolver dichos sistemas. En la presentación moderna del álgebra lineal mediante espacios vectoriales y matrices, muchos problemas pueden interpretarse en términos de sistemas lineales.
Por ejemplo, 
| {\displaystyle {\begin{alignedat}{7}2x&&\;+\;&&y&&\;-\;&&z&&\;=\;&&8\\-3x&&\;-\;&&y&&\;+\;&&2z&&\;=\;&&-11\\-2x&&\;+\;&&y&&\;+\;&&2z&&\;=\;&&-3\end{alignedat}}} | \| \| \| \| \| \| \| \| | (S) |
| |                         |     |
| |                         |     |

es un sistema lineal.
A dicho sistema se le puede asociar su matriz 
{\displaystyle M=\left[{\begin{array}{rrr}2&1&-1\\-3&-1&2\\-2&1&2\end{array}}\right]}
y su vector de miembro derecho
{\displaystyle \mathbf {v} ={\begin{bmatrix}8\\-11\\-3\end{bmatrix}}.}
Sea T la transformación lineal asociada a la matriz M. Una solución del sistema (S) es un vector
{\displaystyle \mathbf {X} ={\begin{bmatrix}x\\y\\z\end{bmatrix}}}
tal que
{\displaystyle T(\mathbf {X} )=\mathbf {v} ,}
que es un elemento de la imagen inversa de v por T.
Sea (S') el sistema homogéneo asociado, donde los lados derechos de las ecuaciones se ponen a cero:
| {\displaystyle {\begin{alignedat}{7}2x&&\;+\;&&y&&\;-\;&&z&&\;=\;&&0\\-3x&&\;-\;&&y&&\;+\;&&2z&&\;=\;&&0\\-2x&&\;+\;&&y&&\;+\;&&2z&&\;=\;&&0\end{alignedat}}} | \| \| \| \| \| \| \| \| | (S') |
| |                         |      |
| |                         |      |

Las soluciones de (S') son exactamente los elementos del  núcleo de T o, equivalentemente, M.
La eliminación gaussiana consiste en realizar  operaciones elementales de filas en la matriz aumentada.
{\displaystyle \left[\!{\begin{array}{c|c}M&\mathbf {v} \end{array}}\!\right]=\left[{\begin{array}{rrr|r}2&1&-1&8\\-3&-1&2&-11\\-2&1&2&-3\end{array}}\right]}
para ponerlo en  forma escalonada reducida. Estas operaciones de fila no cambian el conjunto de soluciones del sistema de ecuaciones. En el ejemplo, la forma escalonada reducida es
{\displaystyle \left[\!{\begin{array}{c|c}M&\mathbf {v} \end{array}}\!\right]=\left[{\begin{array}{rrr|r}1&0&0&2\\0&1&0&3\\0&0&1&-1\end{array}}\right],}
mostrando
{\displaystyle {\begin{aligned}x&=2\\y&=3\\z&=-1.\end{aligned}}}
De esta interpretación matricial de los sistemas lineales se deduce que los mismos métodos pueden aplicarse para resolver sistemas lineales y para muchas operaciones sobre matrices y transformaciones lineales, que incluyen el cálculo del rangos, núcleos, y matriz inversa que el sistema (S) tiene la solución única
{\displaystyle {\begin{aligned}x&=2\\y&=3\\z&=-1.\end{aligned}}}
De esta interpretación matricial de los sistemas lineales se deduce que los mismos métodos pueden aplicarse para resolver sistemas lineales y para muchas operaciones sobre matrices y transformaciones lineales, que incluyen el cálculo del rangos, núcleos y matriz inversa.

## Endomorfismos y matrices cuadradas
Un endomorfismo lineal es un mapa lineal que mapea un espacio vectorial V a sí mismo. Si V tiene una base de n elementos, tal endomorfismo se representa mediante una matriz cuadrada de tamaño n.
Con respecto a los mapas lineales generales, los endomorfismos lineales y las matrices cuadradas tienen algunas propiedades específicas que hacen que su estudio sea una parte importante del álgebra lineal, que se usa en muchas partes de las matemáticas, incluidas las  transformaciones geométricas , los  cambios de coordenadas, las  formas cuadráticas y muchas otras. de las matemáticas.

### Determinantes
El determinante de una matriz cuadrada A se define como
{\displaystyle \sum _{\sigma \in S_{n}}(-1)^{\sigma }a_{1\sigma (1)}\cdots a_{n\sigma (n)},}
donde 
- {\displaystyle S_{n}} es el grupo de todas las permutaciones de n elementos,
- {\displaystyle \sigma } es una permutación y
- y {\displaystyle (-1)^{\sigma }} la paridad de la permutación.

Una matriz es invertible si y solo si el determinante es invertible (es decir, distinto de cero si los escalares pertenecen a un campo).
La regla de Cramer es una  expresión de forma cerrada, en términos de determinantes, de la solución de un sistema de n ecuaciones lineales en n incógnitas. La regla de Cramer es útil para razonar sobre la solución, pero, excepto para n = 2 o 3, rara vez se utiliza para calcular una solución, ya que la eliminación gaussiana es un algoritmo más rápido.
El determinante de un endomorfismo es el determinante de la matriz que representa el endomorfismo en términos de alguna base ordenada. Esta definición tiene sentido, ya que este determinante es independiente de la elección de la base.

### Valores propios y vectores propios
Si f es un endomorfismo lineal de un espacio vectorial V sobre un campo F, un vector propio de f es un vector v de V no nulo tal que f(v) = av para algún escalar a en F. Este escalar a es un valor propio de f.
Si la dimensión de V es finita, y se ha elegido una base, f y v pueden representarse, respectivamente, por una matriz cuadrada M y una matriz de columnas z; la ecuación que define los vectores y valores propios se convierte en
{\displaystyle Mz=az.}
Utilizando la matriz identidad I, cuyas entradas son todas cero, excepto las de la diagonal principal, que son iguales a uno, esto puede reescribirse
{\displaystyle (M-aI)z=0.}
Como se supone que z es distinto de cero, esto significa que M - aI es una matriz singular, y por tanto que su determinante {\displaystyle \det(M-aI)} es igual a cero. Los valores propios son, pues, la raíces del polinomio
{\displaystyle \det(xI-M).}
Si V es de dimensión n, se trata de un polinomio mónico de grado n, llamado polinomio característico de la matriz (o del endomorfismo), y hay, como máximo, n valores propios.
Si existe una base que consiste solo en vectores propios, la matriz de f en esta base tiene una estructura muy simple: es una matriz diagonal tal que las entradas en la diagonal principal son valores propios, y las otras entradas son cero. En este caso, se dice que el endomorfismo y la matriz son diagonalizable. De forma más general, un endomorfismo y una matriz también se dicen diagonalizables, si se convierten en diagonalizables después de extender el campo de escalares. En este sentido extendido, si el polinomio característico es square-free, entonces la matriz es diagonalizable.
Una matriz simétrica es siempre diagonalizable. Existen matrices no diagonalizables, siendo la más sencilla
{\displaystyle {\begin{bmatrix}0&1\\0&0\end{bmatrix}}}
(no puede ser diagonalizable ya que su cuadrado es la matriz cero, y el cuadrado de una matriz diagonal no nula nunca es cero).
Cuando un endomorfismo no es diagonalizable, hay bases en las que tiene una forma simple, aunque no tan simple como la forma diagonal. La forma normal de Frobenius no necesita extender el campo de escalares y hace que el polinomio característico sea inmediatamente legible sobre la matriz. La forma normal de Jordan requiere extender el campo de escalares para contener todos los valores propios, y difiere de la forma diagonal solo por algunas entradas que están justo encima de la diagonal principal y son iguales a 1.

## Dualidad
Una forma lineal es un mapa lineal desde un espacio vectorial {\displaystyle V} sobre un campo {\displaystyle F} al campo de escalares {\displaystyle F}, visto como un espacio vectorial sobre sí mismo. Equipadas por la adición puntual y la multiplicación por un escalar, las formas lineales forman un espacio vectorial, llamado espacio dual de {\displaystyle V}, y usualmente denotado {\displaystyle V^{*}}(Katznelson, Katznelson y 2008,  p. 37 §2.1.3) o {\displaystyle V'}.(Halmos y 1974,  p. 20, §13)(Axler y 2015,  p. 101, §3.94)

### Mapa lineal de un espacio vectorial a su campo de escalares
Si {\displaystyle \mathbf {v} _{1},\ldots ,\mathbf {v} _{n}} es una base de {\displaystyle V} (esto implica que V es de dimensión finita), entonces se puede definir, para i = 1, . .., n, un mapa lineal {\displaystyle v_{i}^{*}} tal que {\displaystyle v_{i}^{*}(\mathbf {e} _{i})=1} y {\displaystyle v_{i}^{*}(\mathbf {e} _{j})=0} si j ≠ i. Estos mapas lineales forman una base de {\displaystyle V^{*},} llamada la base dual de {\displaystyle \mathbf {v} _{1},\ldots ,\mathbf {v} _{n}.} (Si V no es de dimensión finita, los {\displaystyle v_{i}^{*}} pueden definirse de forma similar; son linealmente independientes, pero no forman una base).
Para {\displaystyle \mathbf {v} } en {\displaystyle V}, el mapa
{\displaystyle f\to f(\mathbf {v} )}
es una forma lineal en {\displaystyle V^{*}.} Esto define el mapa lineal canónico de {\displaystyle V} en {\displaystyle V^{**},} el dual de {\displaystyle V^{*},} llamado el bidual of {\displaystyle V}. Este mapa canónico es un isomorfismo si {\displaystyle V} es finito-dimensional, y esto permite identificar {\displaystyle V} con su bidual.
Existe, pues, una simetría completa entre un espacio vectorial de dimensión finita y su dual. Esto motiva el uso frecuente, en este contexto, de la notación bra-ket
{\displaystyle \langle f,\mathbf {x} \rangle }  para denotar  {\displaystyle f(\mathbf {x} )}.

### Mapa dual
Dejemos que 
{\displaystyle f:V\to W}
sea un mapa lineal. Para toda forma lineal h sobre W, la función compuesta h ∘ f es una forma lineal sobre V. Esto define un mapa lineal
{\displaystyle f^{*}:W^{*}\to V^{*}}
entre los espacios duales, que se llama el dual o la transposición' de f.
Si V y W son de dimensión finita, y M es la matriz de f en términos de algunas bases ordenadas, entonces la matriz de {\displaystyle f^{*}} sobre las bases duales es la transposición {\displaystyle M^{\mathsf {T}}} de M, obtenida intercambiando filas y columnas.
Si los elementos de los espacios vectoriales y sus duales se representan mediante vectores columna, esta dualidad puede expresarse en notación bra-ket mediante 
{\displaystyle \langle h^{\mathsf {T}},M\mathbf {v} \rangle =\langle h^{\mathsf {T}}M,\mathbf {v} \rangle .}
Para resaltar esta simetría, los dos miembros de esta igualdad se escriben a veces 
{\displaystyle \langle h^{\mathsf {T}}\mid M\mid \mathbf {v} \rangle .}

## Espacios vectoriales de uso común
Dentro de los espacios vectoriales de dimensión finita, son de amplio uso los dos tipos siguientes de espacios vectoriales:

### Vectores en Rn
Este espacio vectorial está formado por el conjunto de vectores de n dimensiones (es decir con n número de componentes). Podemos encontrar un ejemplo de ellos en los vectores R2, que son famosos por representar las coordenadas cartesianas: (2,3), (3,4),...

### Espacio vectorial de polinomios en una misma variable
Un ejemplo de espacio vectorial está dado por todos los polinomios cuyo grado es menor o igual a 2 con coeficientes reales sobre una variable x.
Ejemplos de tales polinomios son:

{\displaystyle 4x^{2}-5x+1,\quad {\frac {2x^{2}}{7}}-3,\quad 8x+4,\quad 5}

La suma de dos polinomios cuyo grado no excede a 2 es otro polinomio cuyo grado no excede a 2:

{\displaystyle (3x^{2}-5x+1)+(4x-8)=3x^{2}-x-7}

El campo de escalares es naturalmente el de los números reales, y es posible multiplicar un número por un polinomio:

{\displaystyle 5\cdot (2x+3)=10x+15}

donde el resultado nuevamente es un polinomio (es decir, un vector).
Un ejemplo de transformación lineal es el operador derivada D, que asigna a cada polinomio el resultado de derivarlo:

{\displaystyle D(3x^{2}-5x+7)=6x-5.}

El operador derivada satisface las condiciones de linealidad, y aunque es posible demostrarlo con rigor, simplemente lo ilustramos con un ejemplo la primera condición de linealidad:

{\displaystyle D((4x^{2}+5x-3)+(x^{2}-x-1))=D(5x^{2}+4x-4)=10x+4}

y por otro lado:

{\displaystyle D(4x^{2}+5x-3)+D(x^{2}-x-1)=(8x+5)+(2x-1)=10x+4.}

Cualquier espacio vectorial tiene una representación en coordenadas similar a  {\displaystyle \mathbb {R} ^{n}}, lo cual se obtiene mediante la elección de una base (álgebra) (es decir, un conjunto especial de vectores), y uno de los temas recurrentes en el álgebra lineal es la elección de bases apropiadas para que los vectores de coordenadas y las matrices que representan las transformaciones lineales tengan formas sencillas o propiedades específicas.

## Generalización y temas relacionados
Puesto que el álgebra lineal es una teoría muy exitosa, sus métodos se han proliferado por otras áreas de la matemática: en la teoría de módulos, que reemplaza al cuerpo en los escalares por un anillo; en el álgebra multilineal, uno lidia con 'múltiples variables' en un problema de mapeo lineal, en el que cada número de las diferentes variables se dirige al concepto de tensor, e incluso en el ámbito de la programación ya que hoy en día la indexación de páginas web se basa en métodos del álgebra lineal; en la teoría del espectro de los operadores de control de matrices de dimensión infinita, aplicando el análisis matemático en una teoría que no es puramente algebraica. En todos estos casos las dificultades técnicas son mucho más grandes.

## Relación con la geometría
Existe una fuerte relación entre el álgebra lineal y la geometría, que comenzó con la introducción por René Descartes, en 1637, de las coordenadas cartesianas. En esta nueva (en ese momento) geometría, ahora llamada geometría cartesiana, los puntos se representan mediante coordenadas cartesianas, que son secuencias de tres números reales (en el caso del espacio tridimensional habitual). Los objetos básicos de la geometría, que son las líneas y los planos se representan mediante ecuaciones lineales. Por tanto, calcular las intersecciones de líneas y planos equivale a resolver sistemas de ecuaciones lineales. Esta fue una de las principales motivaciones para desarrollar el álgebra lineal.
La mayoría de las transformaciones geométricas, como las traslaciones, rotaciones, reflexiones, movimientos rígidos, isometrías y proyecciones transforman líneas en líneas. De ello se deduce que se pueden definir, especificar y estudiar en términos de mapas lineales. Este es también el caso de las homografías y las transformaciones de Möbius, cuando se consideran como transformaciones de un espacio proyectivo.
Hasta finales del siglo XIX, los espacios geométricos se definían mediante axiomas que relacionaban puntos, líneas y planos (geometría sintética). Alrededor de esta fecha, apareció que también se pueden definir los espacios geométricos mediante construcciones que implican espacios vectoriales (véase, por ejemplo, Espacio proyectivo y Espacio afín). Se ha demostrado que los dos enfoques son esencialmente equivalentes. En la geometría clásica, los espacios vectoriales implicados son espacios vectoriales sobre los reales, pero las construcciones pueden extenderse a espacios vectoriales sobre cualquier campo, permitiendo considerar la geometría sobre campos arbitrarios, incluyendo campos finitos.
Actualmente, la mayoría de los libros de texto introducen los espacios geométricos desde el álgebra lineal, y la geometría se presenta a menudo, a nivel elemental, como un subcampo del álgebra lineal.

## Utilización y aplicaciones
El álgebra lineal se utiliza en casi todas las áreas de las matemáticas, por lo que es relevante en casi todos los ámbitos científicos que utilizan las matemáticas. Estas aplicaciones pueden dividirse en varias categorías amplias.

### Geometría del espacio ambiental
El modelo del espacio ambiental se basa en la geometría. Las ciencias que se ocupan de este espacio utilizan ampliamente la geometría. Es el caso de la mecánica y la robótica, para describir la dinámica de cuerpos rígidos; la geodesia para describir la forma de la Tierra; la perspectiva, la Visión artificial y los gráficos por ordenador, para describir la relación entre una escena y su representación en el plano; y muchos otros dominios científicos.
En todas estas aplicaciones, la geometría sintética suele utilizarse para descripciones generales y un enfoque cualitativo, pero para el estudio de situaciones explícitas, hay que calcular con coordenadas. Esto requiere el uso intensivo del álgebra lineal.

### Análisis funcional
El Análisis funcional estudia los espacios de funciones. Estos son espacios vectoriales con estructura adicional, como los espacios de Hilbert. El álgebra lineal es, por tanto, una parte fundamental del análisis funcional y sus aplicaciones, que incluyen, en particular, la mecánica cuántica (función de onda).

### Estudio desistemas complejos
La mayoría de los fenómenos físicos se modelan mediante ecuaciones diferenciales parciales. Para resolverlas, se suele descomponer el espacio en el que se buscan las soluciones en pequeñas células que interactúan entre sí. Para los  sistemas lineales esta interacción implica función lineal. Para  sistemas no lineales, esta interacción suele aproximarse mediante funciones lineales. En ambos casos, suelen intervenir matrices muy grandes. Un ejemplo típico es la predicción meteorológica, en la que toda la atmósfera de la Tierra se divide en celdas de, por ejemplo, 100 km de ancho y 100 m de alto.

### Cálculo científico
Casi todos los  cálculos científicos implican álgebra lineal. En consecuencia, los algoritmos de álgebra lineal han sido altamente optimizados. Los BLAS y LAPACK son las implementaciones más conocidas. Para mejorar la eficiencia, algunas de ellas configuran los algoritmos automáticamente, en tiempo de ejecución, para adaptarlos a las especificidades del ordenador (caché tamaño, número de núcleos disponible, ...).
Algunos procesador, normalmente Unidad de procesamiento gráfico (GPU), están diseñados con una estructura matricial, para optimizar las operaciones de álgebra lineal.